# Refugi de l'Illa
Il refugi de l'Illa è un rifugio alpino che si trova nella parrocchia di Encamp a 2.517 m d'altezza.

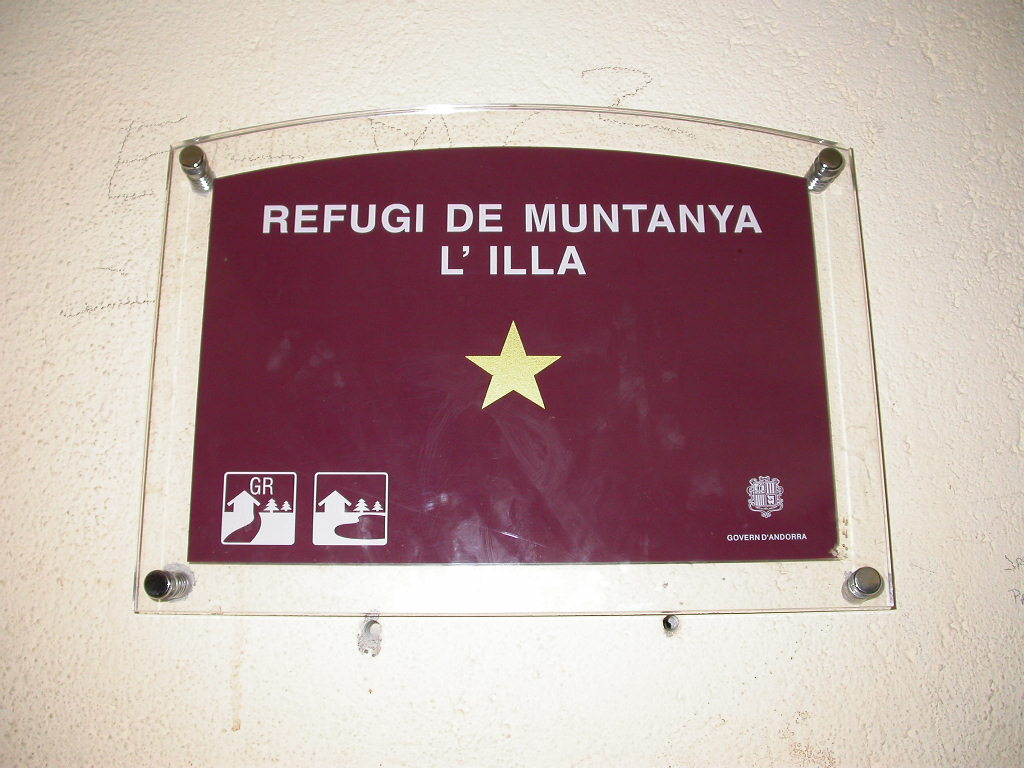
Placca all'esterno del rifugio.